# Gary Hurring
Gary Hurring (Auckland, Nueva Zelanda, 10 de octubre de 1961) es un nadador neozelandés retirado especializado en pruebas de estilo espalda larga distancia, donde consiguió ser subcampeón mundial en 1978 en los 200 metros estilo espalda.

## Carrera deportiva
En el Campeonato Mundial de Natación de 1978 celebrado en Berlín (Alemania), ganó la medalla de plata en los 200 metros estilo espalda, con un tiempo de 2:03.61 segundos, tras el estadounidense Jesse Vassallo  y por delante del húngaro Zoltán Verrasztó  (bronce con 2:03.90 segundos).